# آشاغی لگر، خاچماز
آشاغی لگر (به ترکی آذربایجانی: Aşağı Ləgər) یک منطقه مسکونی در جمهوری آذربایجان است که در شهرستان خاچماز واقع شده است. آشاغی لگر ۳۲۵ نفر جمعیت دارد.